# Global Liberation Army
Global Liberation Army, eller GLA, er en fiktiv terroristorganisation, meget lig Al-Qaeda. Den er hovedårsagen til at krigen startes i Command & Conquer: Generals, og det er også den der fortsætter krigen i opfølgeren Command & Conquer: Generals - Zero Hour. Dog ødelægges GLA for evigt, da Kina og USA, de to andre supermagter allierer sig, og smadrer de største terrorceller.